# François Bonvin

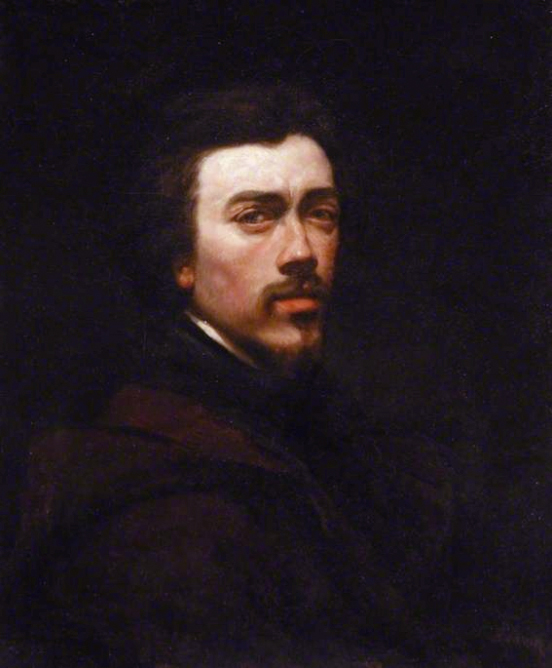
François Bonvin, Autoritratto (1847)

François Bonvin (Vaugirard, 22 novembre 1817 – Saint-Germain-en-Laye, 19 dicembre 1887) è stato un pittore francese, aderente al movimento realista del XIX secolo.

## Biografia
Figlio di un poliziotto e di una sarta, rimase orfano di madre all'età di quattro anni. Fu affidato a un'anziana signora che, però, non si prese cura adeguatamente del bambino, che soffrì di malnutrizione. Quando il padre si sposò con un'altra sarta, il figlio ritornò nella casa paterna. Dal secondo matrimonio nacquero ulteriori nove figli. Le condizioni finanziarie della famiglia erano disastrose e il piccolo François subì non poche vessazioni da parte della matrigna.
Ben presto il bambino dimostrò grande talento nel disegno, tanto che un amico di famiglia decise di pagargli gli studi artistici. Nel 1828, all'età di 11 anni, François si iscrisse all'Ecole de Dessin di Parigi, che frequentò fino al 1830, quando il padre lo obbligò a diventare apprendista in una tipografia.
Anni dopo, Bonvin riuscì a frequentare l'Académie Suisse, ma si ritenne sempre un autodidatta e considerò François Granet, al quale aveva mostrato i suoi disegni nel 1843, quale suo unico mentore. Era solito trascorrere il tempo libero al Louvre, dove studiò soprattutto i maestri olandesi del Seicento (il cosiddetto Secolo d'oro).

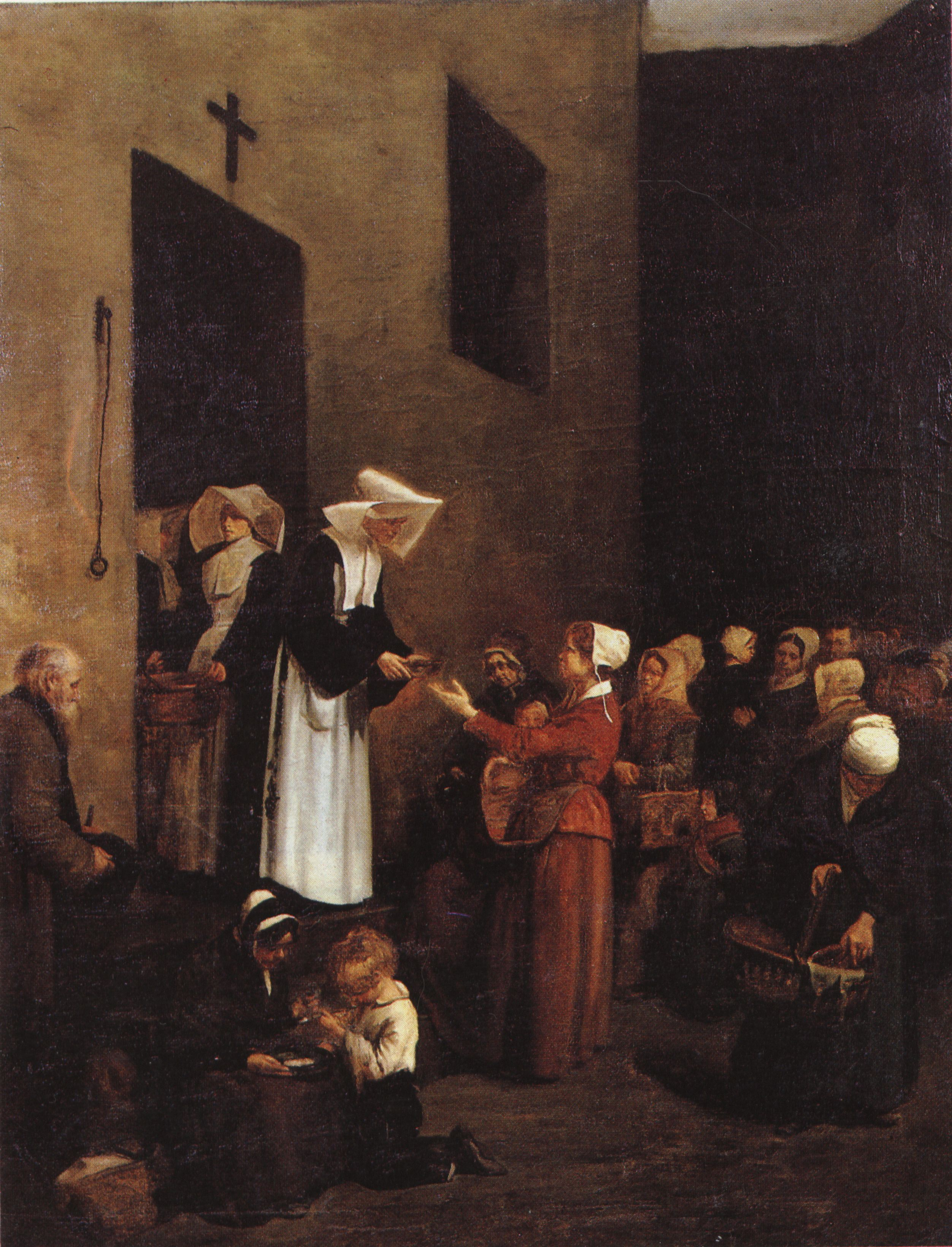
Carità, 1851

Nel 1837, all'età di vent'anni, Bonvin trovò un impiego presso la Prefettura parigina (dove lavorò fino al 1850) e si sposò con una lavandaia. Durante questo periodo, l'artista contrasse una malattia che lo segnò profondamente per il resto della sua vita.
Nel 1849 Bonvin espose tre tele al Salon di Parigi, dove vinse una medaglia di terza categoria. Guadagnati apprezzamenti dal pubblico e dalla critica quale pittore realista, soprattutto della vita dei più poveri, che ben conosceva per averla vissuta in prima persona, iniziò a ricevere importanti commesse. Decise quindi di lasciare il posto di lavoro in Prefettura per dedicarsi alla pittura a tempo pieno.
Effettuò vari viaggi in Fiandra e in Olanda, le terre dei suoi pittori preferiti.
Nel 1863 partecipò al Salon des Refusés assieme all'amico Courbet
Nel 1870 fu insignito della Legione d'onore.
Nel 1881, a seguito di un intervento, perse l'uso della vista.
Nel 1886 i suoi amici allestirono una grande retrospettiva dei suoi lavori e, l'anno successivo, organizzarono una vendita di beneficenza in suo favore.
Morì a Saint-Germain-en-Laye nel 1887.

## Opere
I suoi soggetti preferiti erano le nature morte e le attività quotidiane della gente comune, dipinti in uno stile debitore della lezione di Pieter de Hooch e di Chardin

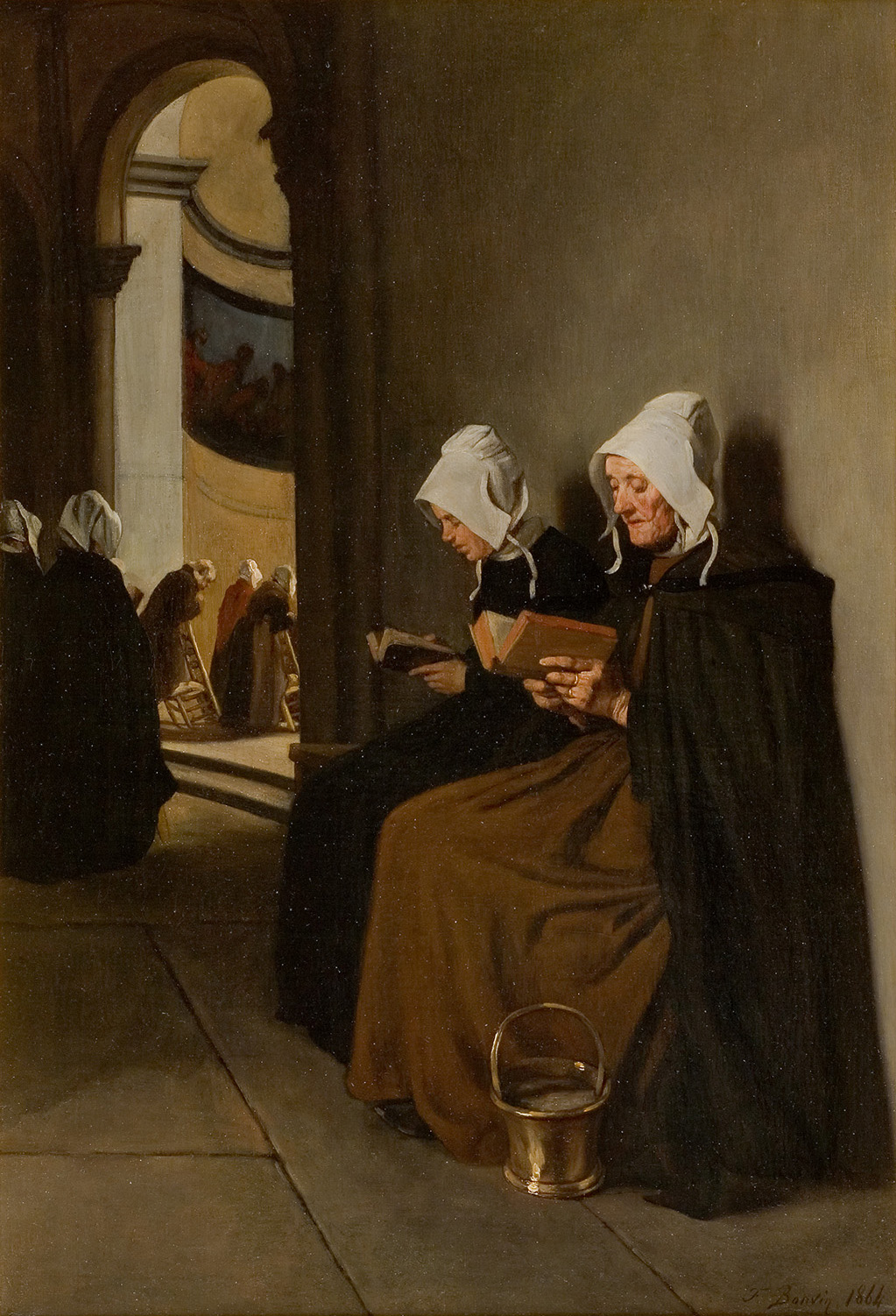
Al banco dei pegni (1864), Musée Fabre, Montpellier.
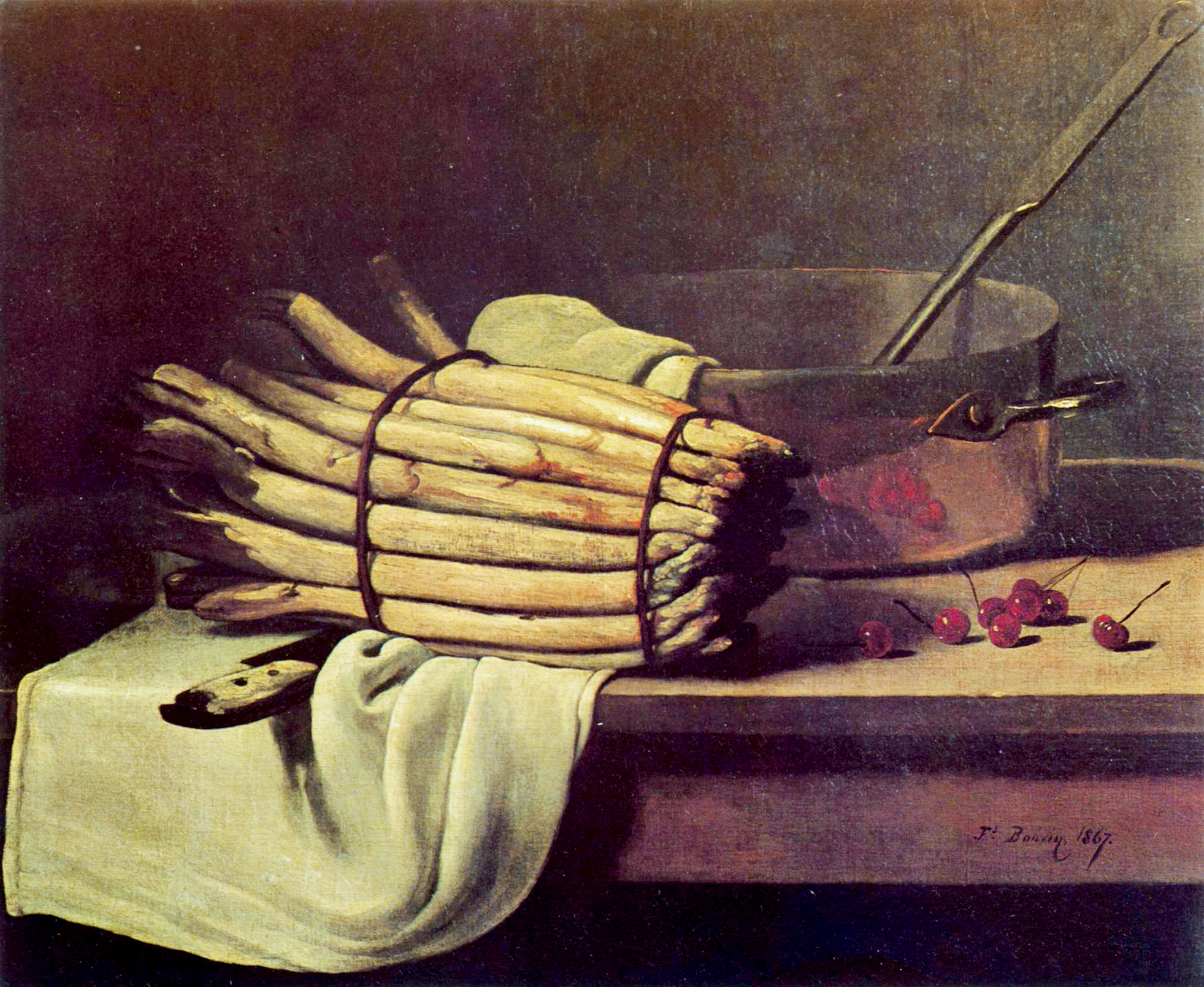
Natura morta con asparagi (1867), Museo Kröller-Müller, Otterlo.
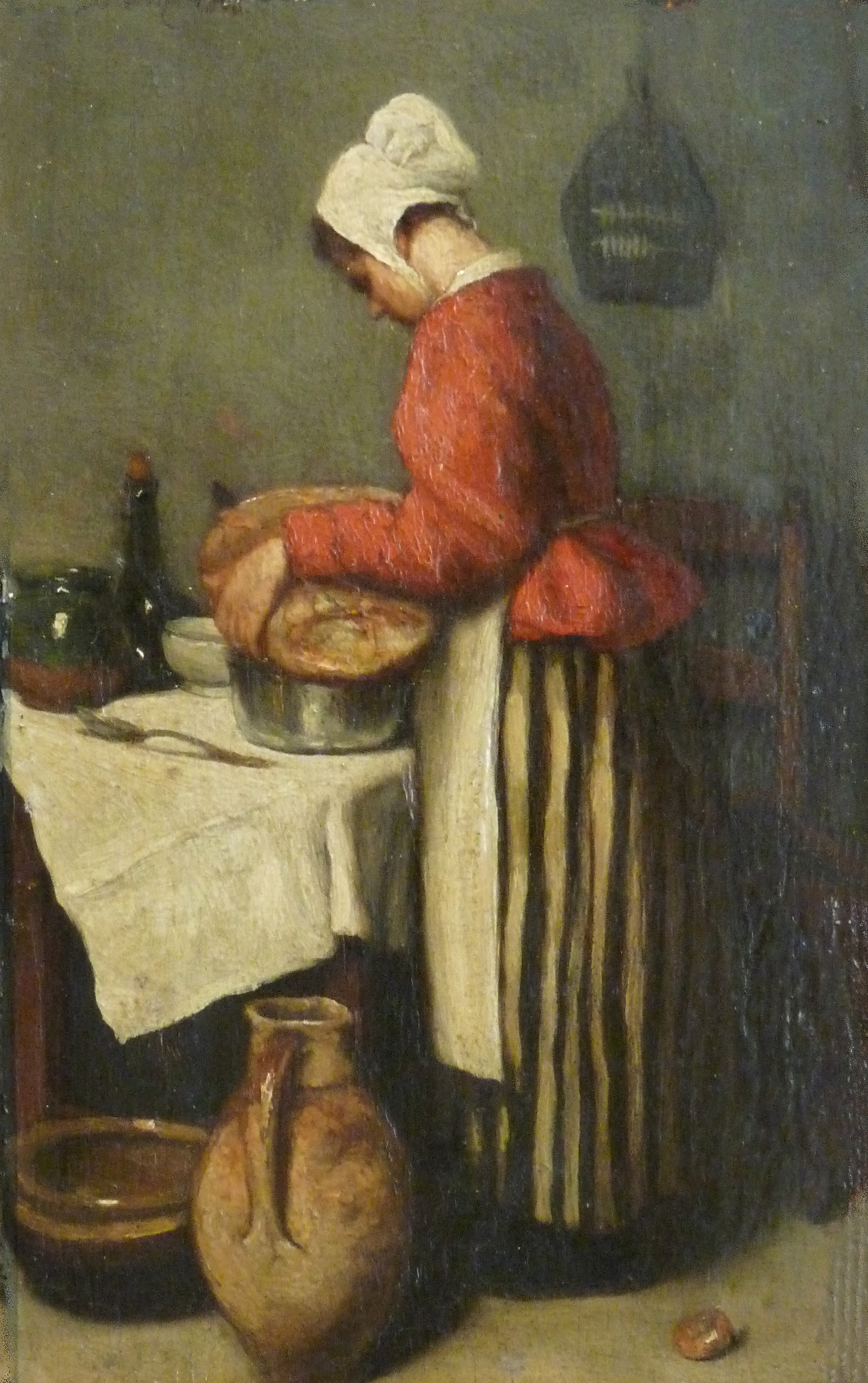
La Tailleuse de soupe (1886), Musée des beaux-arts, Mulhouse.
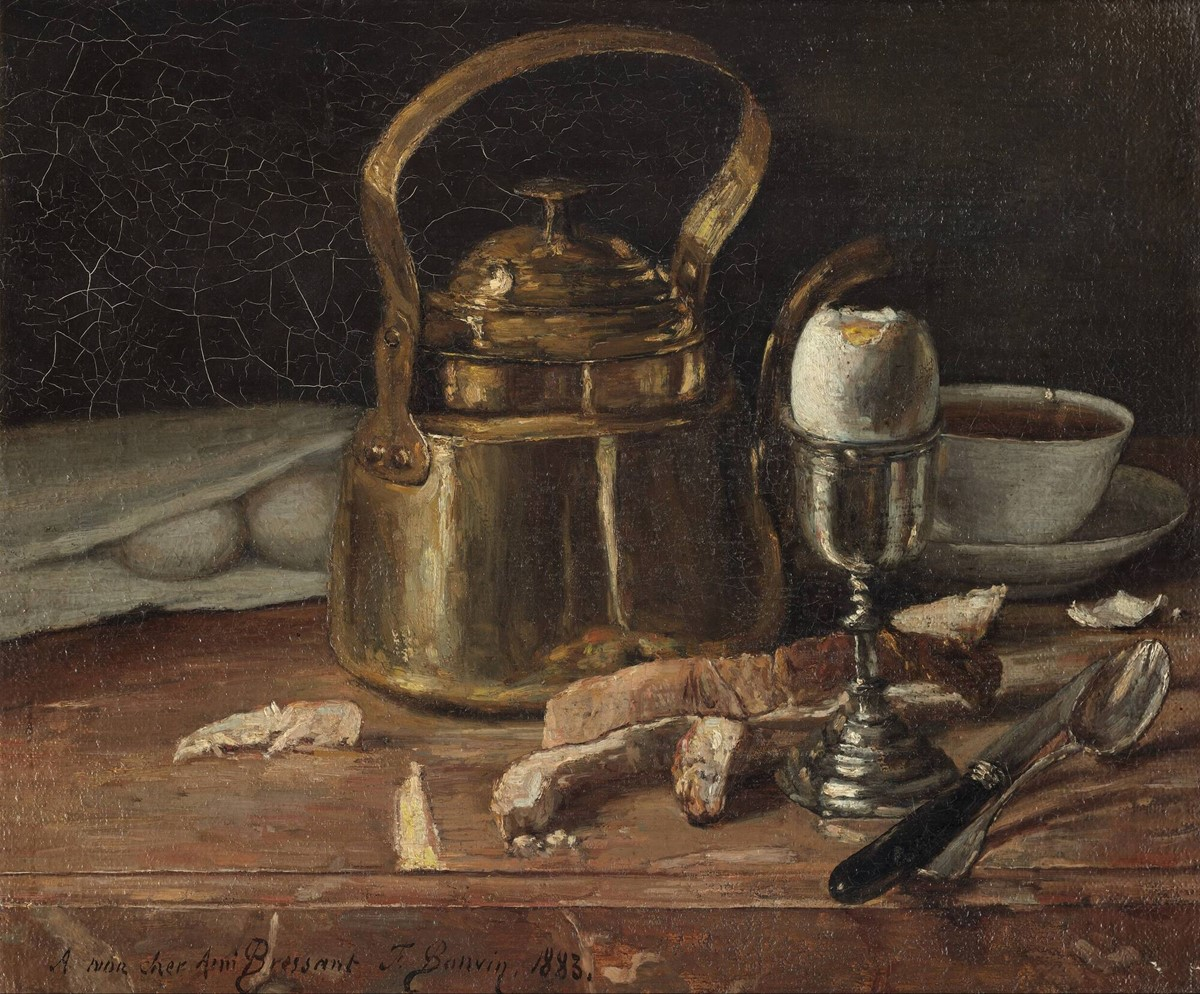
Natura morta con bollitore (1883), Museo Boijmans Van Beuningen, Rotterdam.